# Heinrich Treichl
Heinrich Treichl (* 31. Juli 1913 in Wien; † 2. November 2014 ebenda) war ein österreichischer Bankier und gehörte zur Familie Treichl.

## Leben
Heinrich Treichl stammte väterlicherseits aus Leogang in Salzburg aus bäuerlichen Kreisen. Seine Eltern waren Alfred Treichl (1879–1945) und Dorothea Treichl (1891–1976), geborene Baronesse von Ferstel, Enkelin des Architekten der Wiener Votivkirche, Heinrich von Ferstel.
Nach dem Besuch des Wiener Schottengymnasiums, dem Abitur am Lessing-Gymnasium in Frankfurt  und dem Abschluss des Jusstudiums an der Universität Wien war Treichl Devisenhändler in der Zentrale der Pariser Banque des Pays de l’Europe (1936), im Jahr 1937 trat Treichl bei der Merkur-Bank in Wien ein. Im Zweiten Weltkrieg desertierte Treichl in Paris und geriet schlussendlich in amerikanische Gefangenschaft. Seinen Bruder Wolfgang, der in den Widerstand gegangen war, verlor er im Krieg.
Nach zehnjähriger Tätigkeit im Verlag Ullstein arbeitete er ab 1956 in der Österreichischen Industrie- und Bergbauverwaltungsgesellschaft. Ab 1958 war Treichl bei der Creditanstalt-Bankverein AG, ab 1962 als Vorstandsmitglied und im Zeitraum von 1970 bis 1981 als Generaldirektor. Er war Mitglied des Wiener Akademikerbunds.
Im Zeitraum von 1974 bis 1999 war Treichl Präsident des Österreichischen Roten Kreuzes. Für besondere Leistungen um das Rote Kreuz wird auch seit 1993 der Heinrich-Treichl-Preis verliehen.

## Helga Treichl
Heinrich Treichl war verheiratet mit Helga Treichl (1920–1995) und war Vater von Andreas Treichl, dem ehemaligen Generaldirektor der Erste Bank, und dem Investor Michael Treichl. Helga Treichls Mutter war Hilde Ullstein, die Enkelin des Gründers des Ullstein-Verlags, Leopold Ullstein. Wie Heinrich Treichl war auch seine Frau beim Roten Kreuz und sonstigen sozialen Einrichtungen sehr engagiert. So leitete sie Jahre hindurch die Österreichischen Multiple Sklerose Gesellschaft. Außerdem war sie eine produktive Übersetzerin der französischen Literatur, z. B. von Françoise Sagan, und gehörte zu den Gründungsmitgliedern des Forum Literaturübersetzen Österreich, damals Übersetzergemeinschaft. Helga Treichl starb 1995. Ihr zu Ehren errichtete das Rote Kreuz in Salzburg das Helga-Treichl-Hospiz, das seit 2014 von den Barmherzigen Brüdern geführt wird.